# 莫諾維斯塔 (加利福尼亞州)
莫諾維斯塔（英語：Mono Vista）是位於美國加利福尼亞州圖奧勒米縣的一個人口普查指定地區。

## 地理
莫諾維斯塔的座標為38°00′44″N 120°16′15″W / 38.01222°N 120.27083°W，而該地最高點為海拔高度912米（即2992英尺）。

## 人口
根據2010年美國人口普查的數據，莫諾維斯塔的面積為7.352平方千米，當中陸地面積為7.345平方千米，而水域面積為0.007平方千米。當地共有人口3127人，而人口密度為每平方千米425人。